# Distriktsvikar
Distriktsvikar (lateinisch vicarius, auch Provinzialvikar) war eine Bezeichnung für den leitenden Geistlichen für eine oder mehrere Provinzen der Observanzkongregation des Augustinerordens im 15. und 16. Jahrhundert.

## Aufgaben und Befugnisse
Die Aufgaben des Distriktsvikars war die Visitation der einzelnen Klöster. Er hatte Entscheidungsbefugnisse und konnte beispielsweise Prioren ein- oder absetzen.

## Distriktsvikare (Auswahl)
- Gottschalk Hollen, 1456, Westfalen
- Johannes Brüheim, 1497–1504, Bayern, Schwaben, Rhein, Köln[2]
- Johann Vogt, 1503–1504, 1512, Sachsen und Thüringen
- Martin Luther, 1515–1518, für Sachsen und Thüringen
- Johann Lange, 1518, Sachsen und Thüringen